# فیلیپ آلبرت
فیلیپ آلبرت (انگلیسی: Philipp Albert؛ زادهٔ ۱۵ آوریل ۱۹۹۰) بازیکن فوتبال اهل آلمان است.
از باشگاه‌هایی که در آن بازی کرده‌است می‌توان به باشگاه فوتبال وهن ویسبادن اشاره کرد.